# 聖羅薩德里奧普里梅羅

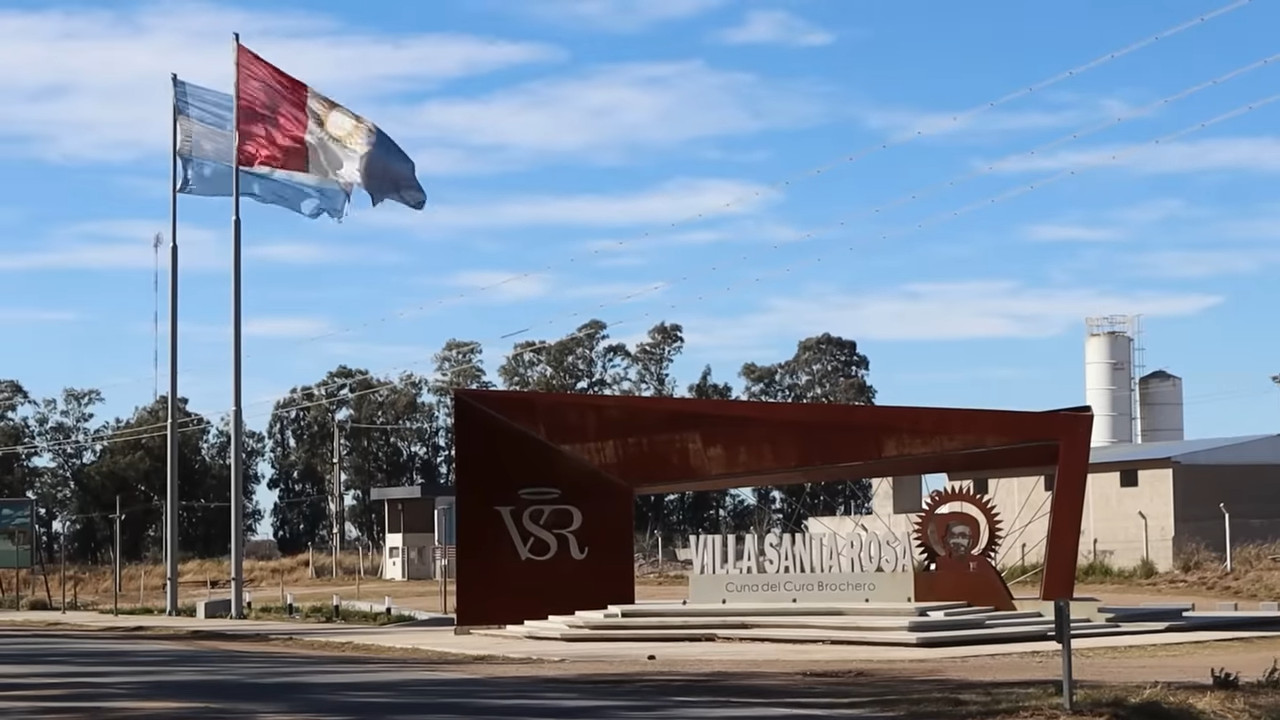
聖羅薩德里奧普里梅羅

聖羅薩德里奧普里梅羅（西班牙語：Santa Rosa de Río Primero），是阿根廷的城鎮，位於該國中部科爾多瓦省，是里奧普里梅羅縣的首府，處於蘇基亞河畔，海拔高度157米，2001年人口6,788。